# Ernst Feßmann
Ernst Fessmann (6. února 1881, Pfersee – 25. října 1962, Pullach) byl německý generál tankových jednotek. Jednotkám velel během druhé světové války. Byl ženatý s Emmou Freiin von Feury z Hillingu. Měl dvě děti. Jeho otec byl ředitelem fabriky. Zemřel na konci října 1962. Je pohřeb na hřbitově v obci Pullach.

## Vojenská kariéra
Dne 15. července 1900 úspěšně ukončil studium na střední škole. Nastoupil k druhému jízdnímu regimentu „Taxis“ do bavorské armády. V roce 1902 ukončil studium a byl povýšen na poručíka. V letech 1911–1914 absolvoval válečnou akademii a byl povýšen na kapitána. Dne 2. října 1914 utrpěl vážnou nehodu a měsíc se zotavoval doma.

### Výmarská republika
Dne 13. listopadu 1918 byl Fessmann převelen na oddělení ministerstva vojenských záležitostí. Dne 10. 4. 1920 byl převelen k 1. jízdní divizi, kde sloužil jako adjutant. V roce 1924 byl jménován velitelem 7. bavorského oddělení motorových vozidel. Dne 1. srpna 1934 byl jmenován velitelem 1. brigády bojových vozů.

### Druhá světová válka
Dne 15. 10. 1935 byl jmenován velitelem 3. tankové divize. Dne 30. září 1937 byl penzionován. Dne 26. 10. 1939 byl mobilizován a stal se velitelem 267. pěší divize. Po zahájení války byla divize pověřena úkoly na hranici s Francií. Po zahájení války s Francií byla divize pověřena dobytím Avalonu a poté byla jako okupační síla dislokována na pobřeží lamanšského průlivu. Divize pak byla přemístěna na východní frontu, ale Fessmann byl na vlastní žádost přesunut do záloh a k 30. dubnu 1943 opustil vojenskou službu. Jeho syn se v červnu 1944 stal vrchním polním mistrem v Říšské pracovní službě (RAD). Od června 1945 do konce října byl internován sovětskými okupačními silami. 